# Masaki Aizawa
Masaki Aizawa (jap. 相沢 正輝 Aizawa Masaki; ur. 19 stycznia 1965) – japoński seiyū i aktor dubbingowy związany z Production Baobab.

## Wybrane role
- 1996: Detektyw Conan –
  - Hotta Ryōji (odc. 44),
  - Takeshi Nakazawa (odc. 265)
- 1999: One Piece –
  - Wyper,
  - Ideo
- 1999: Digimon Adventure – Centalmon
- 2000: Hajime no Ippo – Date Eiji
- 2001: X – ojciec Carol
- 2002–2010: Pokémon –
  - doktor Telesu,
  - Aogiri,
  - Mistrz
- 2002: Chobits – Tetsuya Omura
- 2002: Naruto – Hanzaki
- 2002: Jūni kokuki – Shōryū
- 2006: Black Lagoon – Rowan
- 2006: Death Note –
  - Anthony Rester,
  - Masahiko Kida,
  - Rodd Los
- 2006: Pumpkin scissors – Hosslow
- 2007: Naruto Shippūden – Gyūki
- 2007: Magical Girl Lyrical Nanoha StrikerS – Zest
- 2011–2014: Hunter × Hunter –
  - Bendot,
  - Mizuken,
  - Bushidora
- 2018–2019: Boruto: Naruto Next Generations – Gyūki